# اسماعیل‌آباد (قدس)
اسماعیل آباد نام یک روستا و یکی از محلات شهر قدس (استان تهران) است که در شرق و شمال شرقی این شهر قرار گرفته است.

## اراضی
این محله از پشت کارخانه سابق کفش ملی در شمال شروع شده و تا بالای محله امامزاده در جنوب و از غرب از پشت شهرداری و تا بالای مزار امامزادگان در شرق ادامه دارد. این محله شامل شهرک ابریشم و محلات دیگر کوچک می باشد.
در گذشته باغ سرهنگ و مزارع و باغهای دیگر در این محله وجود داشتند که اکثر آنها امروزه به خانه و کارخانه تبدیل شده اند. کوی های صنت ، شرکت تهران پرند و کارخانه ابریشم در محله قرار دارند.
پائین این محله جوی زردآبی بود که از سرخ حصار به سمت آنجا جاری بود که امروزه به صورت کانالی مدفون شده است.